# Bloc Forest
El Bloc Forest és un edifici del municipi de Girona que forma part de l'Inventari del Patrimoni Arquitectònic de Catalunya.

## Descripció
És una construcció de planta baixa i tres pisos. Les finestres de la zona inferior tenen grans ampits amb claustres d'ornamentació vegetal. En el primer pis dues grans balconades, amb baranes de ferro forjat en forma de corba, contenen sis finestrals, mentre que als dos pisos restants els balcons són individuals. Tots estan sostinguts per mènsules. Petits detalls de ceràmica vidriada, verda i vermella, decoren les llindes i brancals de les finestres. D'altra banda, un arrebossat de color rosa s'estén per tota la façana a excepció del coronament, on s'ha deixat pedra picada blanca amb claustres decoratius que emfasitzen aquesta zona. L'edifici té una clara adscripció als principis del moviment modernista.